# Cheveley Castle
Cheveley Castle ist die Ruine eines Herrenhauses beim Dorf Cheveley in der englischen Grafschaft Cambridgeshire.

## Geschichte und Konstruktion
Sir John Pulteney, ein Kaufmann, Finanzier und Lord Mayor of London, ließ das Haus um 1341 am Rande des Dorfes Cheveley bauen. Das Herrenhaus wurde in einem Baustil errichtet, wie er zu Zeiten König Eduards I. üblich war. Es hatte vier runde Türme, ein Torhaus und eine Kurtine und entstand auf einem Grundstück im Nordwesten des Dorfes, das mit einem fein ausgebildeten Burggraben versehen wurde. Cheveley Castle ist das einzige Herrenhaus dieses Typs in Cambridgeshire und sollte weniger der Verteidigung dienen als als Jagdschloss für eine hochgestellte Persönlichkeit. Im 14. Jahrhundert lag Cheveley in der Mitte eines mittelalterlichen Rehparks. Der Burggraben in Cheveley war eventuell Vorbild für andere, ähnlich angelegte Häuser im Osten Englands.
Das Herrenhaus verfiel Anfang des 17. Jahrhunderts und heute sind nur noch wenige Mauerreste erhalten. Das Anwesen gilt als Scheduled Monument.